# First (Grindelwald)
First är en bergstopp i kommunen Grindelwald i kantonen Bern i Schweiz. Den är belägen i Bernalperna, cirka 55 kilometer sydost om huvudstaden Bern. Toppen på First är 2 184 meter över havet. Bergstoppen är sammankopplad med en gondolbana till Grindelwald, som färdigställdes 1991.